# إدارة الانتساب
إدارة الانتساب هو مصطلح تمت صياغته على يد د. جاك ماجواير يستخدم بشكل متكرر في التعليم العالي لوصف الإستراتيجيات والتكتيكات التي يتم التخطيط لها بشكل جيد لتشكيل الانتساب إلى المؤسسة والوفاء بالأهداف الموضوعة لها. وبكل وضوح، فإن إدارة الانتساب عبارة عن مفهوم مؤسسي ومجموعة نظامية من الأنشطة المصممة لتمكين المؤسسات التعليمية من بذل المزيد من التأثيرات على عمليات انتساب الطلاب إليها. 
وغالبًا ما تشتمل مثل تلك الممارسات على التسويق وسياسات القبول وبرامج الحفاظ على الطلاب ومنح المساعدات المالية. ويتم الإعلان عن الإستراتيجيات والتكتيكات من خلال تجميع وتحليل واستخدام البيانات لبلوغ نتائج ناجحة. وتتم متابعة أو توسيع الأنشطة التي تنتج تحسينات ملموسة يمكن قياسها في النتائج، في حين أن تلك الأنشطة التي لا تؤدي إلى نفس النتيجة يتم إيقافها أو إعادة هيكلتها. ويركز مديرو الانتساب عامة على بذل الجهود التنافسية لتعيين الطلاب.
وقد تزايدت أعداد مكاتب تأسيس الجامعات والكليات المتعلقة «بإدارة الانتساب» في الأعوام الأخيرة. وتستخدم هذه المكاتب لتوفير الإرشادات وعمليات تنسيق الجهود لمكاتب مختلفة مثل مكاتب القبول والمساعدة المالية والتسجيل وغيرها من الخدمات المرتبطة بالطلبة. وغالبًا ما تمثل هذه المكاتب جزءًا من قسم إدارة الانتساب.
ومن بين الأهداف النموذجية لإدارة الانتساب ما يلي:
- تحسين النتائج في مراحل الاستفسار والتقدم بطلبات الالتحاق والانتساب.
- زيادة صافي العائدات، غالبًا من خلال تحسين نسبة الطلاب الملتحقين الذين لديهم القدرة على دفع أغلب أو كل رسوم التعليم غير المدعومة («الطلاب الذين يدفعون الرسوم كاملة»).
- زيادة التنوع السكاني
- تحسين معدلات الاحتفاظ بالطلاب
- زيادة مجموعات مقدمي الطلبات

وفقًا لماثيو كويرك :
يميل مديرو الانتساب الأكثر تطورًا كذلك إلى التركيز بشدة على الحفاظ على الطلاب الذين تم قبولهم كما هو الحال فيما يتعلق بتقرير الطلاب الذين يتم قبولهم. وبالتالي فإنهم يقومون بتبسيط العقبات الإدارية وتوفير الإرشادات والنصائح الأكاديمية للطلاب المعرضين للخطر وضمان أن الأجزاء المختلفة الروتينية البيروقراطية في الجامعة تعمل معًا لمساعدة الطالب على الحصول على شهادته والتخرج من الجامعة.